# مظفربور
مظفربور رمزها «MZ» (بالإنجليزية: Muzaffarpur)‏ ، هو تقسيم إداري لدولة الهند تتبع ولاية بيهار (بالإنجليزية: Bihar)‏ ، مركزها هو مدينة مظفربور (بالإنجليزية: Muzaffarpur)‏ عدد سكانها حسب تعداد سنة 2001 هو 4,778,610 ، مساحتها 3,173 كم² وكثافة السكان 1,506 لكل كم² .

## المناخ
يظهر الجدول التالي التغييرات المناخية على مدار السنة لمظفربور:
| البيانات المناخية لـمظفربور       | البيانات المناخية لـمظفربور | البيانات المناخية لـمظفربور | البيانات المناخية لـمظفربور | البيانات المناخية لـمظفربور | البيانات المناخية لـمظفربور | البيانات المناخية لـمظفربور | البيانات المناخية لـمظفربور | البيانات المناخية لـمظفربور | البيانات المناخية لـمظفربور | البيانات المناخية لـمظفربور | البيانات المناخية لـمظفربور | البيانات المناخية لـمظفربور | البيانات المناخية لـمظفربور |
| الشهر                             | يناير                       | فبراير                      | مارس                        | أبريل                       | مايو                        | يونيو                       | يوليو                       | أغسطس                       | سبتمبر                      | أكتوبر                      | نوفمبر                      | ديسمبر                      | المعدل السنوي               |
| --------------------------------- | --------------------------- | --------------------------- | --------------------------- | --------------------------- | --------------------------- | --------------------------- | --------------------------- | --------------------------- | --------------------------- | --------------------------- | --------------------------- | --------------------------- | --------------------------- |
| الدرجة القصوى °م (°ف)             | 29 (84)                     | 39 (102)                    | 40 (104)                    | 43 (109)                    | 48 (118)                    | 46 (115)                    | 52 (126)                    | 40 (104)                    | 39 (102)                    | 44 (111)                    | 39 (102)                    | 29 (84)                     | 52 (126)                    |
| متوسط درجة الحرارة الكبرى °م (°ف) | 22 (72)                     | 26 (79)                     | 32 (90)                     | 37 (99)                     | 44 (111)                    | 40 (104)                    | 36 (97)                     | 33 (91)                     | 32 (90)                     | 32 (90)                     | 29 (84)                     | 24 (75)                     | 32 (90)                     |
| المتوسط اليومي °م (°ف)            | 18.5 (65.3)                 | 20.8 (69.4)                 | 25.0 (77.0)                 | 27.7 (81.9)                 | 27.9 (82.2)                 | 28.0 (82.4)                 | 28.4 (83.1)                 | 28.4 (83.1)                 | 28.4 (83.1)                 | 27.0 (80.6)                 | 23.4 (74.1)                 | 19.8 (67.6)                 | 25.3 (77.5)                 |
| متوسط درجة الحرارة الصغرى °م (°ف) | 06 (43)                     | 12 (54)                     | 17 (63)                     | 22 (72)                     | 25 (77)                     | 27 (81)                     | 26 (79)                     | 26 (79)                     | 26 (79)                     | 22 (72)                     | 15 (59)                     | 07 (45)                     | 19 (67)                     |
| أدنى درجة حرارة °م (°ف)           | 1 (34)                      | 5 (41)                      | 10 (50)                     | 15 (59)                     | 16 (61)                     | 16 (61)                     | 22 (72)                     | 18 (64)                     | 21 (70)                     | 9 (48)                      | 8 (46)                      | 4 (39)                      | 1 (34)                      |
| الهطول مم (إنش)                   | 12 (0.5)                    | 17 (0.7)                    | 7 (0.3)                     | 16 (0.6)                    | 42 (1.7)                    | 185 (7.3)                   | 339 (13.3)                  | 259 (10.2)                  | 242 (9.5)                   | 39 (1.5)                    | 17 (0.7)                    | 7 (0.3)                     | 1٬182 (46.6)                |
| المصدر: Muzaffarpur Weather       |                             |                             |                             |                             |                             |                             |                             |                             |                             |                             |                             |                             |                             |